# Villers-sous-Pareid
Villers-sous-Pareid é uma comuna francesa na região administrativa de Grande Leste, no departamento de Meuse. Estende-se por uma área de 6,12 km². Em 2010 a comuna tinha 82 habitantes (densidade: 13,4 hab./km²).